# Линкос
Линкос (от Lingua Cosmica) — искусственный язык, созданный Хансом Фройденталем, профессором математики, для общения с внеземным разумом.

## История языка
История искусственных языков началась с попыток придумать универсальный язык для людей. Результат одной из таких попыток — язык эсперанто — и сейчас в ходу. Однако так или иначе основой этих языков были живые европейские языки. Ханс Фройденталь, профессор математики Утрехтского университета (Нидерланды), решил создать язык, понятный для существ, не имеющих с нами ничего общего, кроме разума. Дело происходило в те годы, когда все были взволнованы запуском первого искусственного спутника Земли и первой попыткой Дрейка принять сигналы внеземных цивилизаций. Поэтому Фройденталь назвал свой язык линкос (от лат. lingua cosmica — «космический язык»).

## Особенности
Линкос прост и однозначен, он не содержит исключений из правил.
К тому же этот язык совершенно свободен от фонетического звучания. Слова этого языка никогда и никем во Вселенной произноситься не будут. Их можно закодировать в любой системе, например в двоичной, и передавать в космос по радио или другим способом. Фройденталь разработал уроки линкоса, которыми должно начинаться первое послание, в предположении, что оно будет передаваться последовательностью импульсов: каждый знак передаётся импульсом особой формы. Первый урок содержит простые понятия математики и логики. Он начинается рядом натуральных чисел. Затем вводятся обозначения чисел и равенства. После этого демонстрируются арифметические операции. Таким образом, неведомый корреспондент проходит курс математики и овладевает понятием «больше», «меньше», «верно», «неверно», «возрастает», «убывает» и т. д.
Ключевая идея линкоса (как впрочем и ряда последующих языков межцивилизационного общения) — тезис о том, что математика универсальна. Поэтому, начав с универсальных и элементарных математических понятий, которые, конечно же, известны и инопланетянам, мы сможем, опираясь на что-то общее, попытаться создать постепенно и язык для последующей передачи и наших уникальных сведений, которые, вероятно, им пока не известны.
В 1999 году астрофизики закодировали сообщение на линкосе. Для этого они использовали радиотелескоп и направили его на ближайшие звёзды. Через несколько лет, уже в 2003 году данный эксперимент повторили, целью же выбрали другие звёзды.

## Пример
| текст на линкосе   | значение                            |
| ------------------ | ----------------------------------- |
| Ha Inq Hb ?x 2x=5  | Ha говорит Hb: каково x если 2x=5?  |
| Hb Inq Ha 5/2      | Hb говорит Ha: 5/2.                 |
| Ha Inq Hb Ben      | Ha говорит Hb: хорошо.              |
| Ha Inq Hb ?x 4x=10 | Ha говорит Hb: каково x если 4x=10? |
| Hb Inq Ha 10/4     | Hb говорит Ha: 10/4.                |
| Ha Inq Hb Mal      | Ha говорит Hb: плохо.               |
| Hb Inq Ha 1/4      | Hb говорит Ha: 1/4.                 |
| Ha Inq Hb Mal      | Ha говорит Hb: плохо.               |
| Hb Inq Ha 5/2      | Hb говорит Ha: 5/2.                 |
| Ha Inq Hb Ben      | Ha говорит Hb: хорошо.              |

Обратите внимание на разницу между «хорошо» (Ben) и «плохо» (Mal) по сравнению с «истинно» (Ver) и «ложно» (Fal); 10/4 является правильным ответом на вопрос, поэтому Ver («истинно») был бы правильным ответом, но поскольку требовалось сведение к наименьшему знаменателю, это было не тем, что хотел Ha и поэтому он ответил Mal («плохо»).
Другой пример, показывающий метаразговор:
| текст на линкосе             | значение                                                 |
| ---------------------------- | -------------------------------------------------------- |
| Ha Inq Hb ?x 4x=10           | Ha говорит Hb: каково x если 4x=10?                      |
| Hb Inq Hc ?y Inq Hb ?x 4x=10 | Hb говорит Hc: кто спрашивает меня, каково x если 4x=10? |
| Hc Inq Hb Ha                 | Hc говорит Hb: Ha.                                       |